# Eriococcus angulatus
Eriococcus angulatus är en insektsart som beskrevs av Walter Wilson Froggatt 1916. Eriococcus angulatus ingår i släktet Eriococcus och familjen filtsköldlöss. Inga underarter finns listade i Catalogue of Life.